# أليكس إل. نيكول
أليكس إل. نيكول (بالإنجليزية: Alex L. Nicol)‏ هو سياسي أمريكي، ولد في 13 مارس 1895، وتوفي في 22 يوليو 1967. حزبياً، نشط في الحزب الجمهوري. وقد انتخب عضو جمعية ولاية ويسكونسن.